# کارادایی
کارادایی (به ترکی استانبولی: Karadayı) یک مجموعه تلویزیونی ساخت ترکیه و به کارگردانی اولوچ بایراکتار است. پخش این مجموعه از ۸ اکتبر ۲۰۱۲ در شبکه آ تی‌وی آغاز و در ۱۵ ژوئن ۲۰۱۵ به پایان رسید.
کارادایی یک سریال زیبا در ژانر جنایی، اجتماعی و عاشقانه است. این سریال جوایز متعددی کسب کرده و یکی از پر مخاطب ترین سریال‌های تاریخ تلویزیون ترکیه نیز به شمار می‌رود و بازیگرانی همچون کنعان ایمیرزالی‌اوغلو و برگزار کورل نیز در آن ایفای نقش کرده‌اند. 

## داستان
داستان در شهر استانبول دههٔ ۱۹۷۰ اتفاق می‌افتد. ماهر کارا به همراه خانواده خود در یک محلهٔ آرام زندگی می‌کند. در روز نامزدی ماهر، پدرش به اتهام قتل دادستان کل استانبول دستگیر می‌شود. ماهر که باور دارد پدرش بی‌گناه بوده برای آزادی وی می‌جنگد. او به عنوان وکیل کارآموز با نام جعلی صالح ایپک وارد عدلیه استانبول می‌شود و در کنار قاضی فریده شاداوغلو، پرونده پدرش نظیف کارا را به‌دست می‌گیرد تا عدالت را بر ظلم پیروز کند. اما ناگهان خود را در میان یک دو راهی بزرگ می‌بیند چون عاشق فریده می‌شود، و اینکه کدام مهم‌تر است؟ عشق یا عدالت؟

## بازیگران
- کنعان ایمیرزالی‌اوغلو در نقش ماهر کارا (پسر نظیف کارا که برای آزادی پدرش می‌جنگد)
- برگزار کورل در نقش فریده شاداوغلو (قاضی پرونده نظیف کارا و معشوقه/ همسر ماهر کارا)
- چتین تکیندور در نقش نظیف کارا (پدر ماهر، متهم به قتل دادستان کل)
- یوردائر اوکور در نقش تورگات آکین ملقب به یاور و کورکات اولماز (دادستان عدلیه، رئیس مافیای قاچاق مواد مخدر و اسلحه، قاتل دادستان کل) که در نهایت توسط قانون اعدام می‌شود
- رضا کجااوغلو در نقش یاسین اولوتاش (کمیسر و نفوذی در مافیای مواد مخدر)
- ارکان آوجی در نقش نژدت گونی ملقب به باروت (نوچه دالیان، نوچه تورگات، همسر سابق آیتن) که به حبس ابد محکوم می‌شود
- لیلا گورمن در نقش حکیمه (همسر محمت سائیم، مادر فریده) که توسط محمت سائیم کشته می‌شود
- ارهان یازییج اوغلو در نقش محمت سائیم/شاداغلو (وزیر کشور، پدر قاضی فریده، رئیس و گرداننده کل مافیا) که در قسمت ۱۱۱ بدست تورگات آکین کشته می‌شود
- آتسیز کارادومان در نقش رضا دالیان (رئیس مافیا، دوست قدیمی نظیف کارا) که توسط افراد تورگات آکین کشته می‌شود
- لیلا توغوتلو در نقش سوگل کارا (خواهر ماهر)
- اولاش تونا آستپ در نقش اورهان کارا (برادر ماهر)
- الیف سونمز در نقش آینور کارا (خواهر ناتنی ماهر)
- شبنم دیلیقیل در نقش صفیه کارا (نامادری ماهر، همسر نظیف کارا) که در پایان فصل دوم به‌وسیله بمب گذاری کشته می‌شود
- ملیکه ایپک یالووا در نقش آیتن (همسر نژدت گونی، نامزد قبلی ماهر)
- فوندا اریئیت در نقش بلگین توره (خبرچین و نفوذی مافیا در پلیس استانبول) که در قسمت ۱۱۴ پس از صدور حکم اعدامش، خودکشی می‌کند
- آیدان تاش در نقش آیسل (دوست و دستیار بلگین در آرایشگاه) که توسط افراد تورگات آکین در بیمارستان کشته می‌شود
- جنان چامیوردو در نقش اردال انگین (وکیل و دوست ماهر)
- جم اولسو در نقش سعید دوراک (قاتل و نوچه یوسف) که به‌دست ماهر کشته می‌شود
- سرمت یشیل در نقش جمال زرده (رئیس مافیا و گرداننده خانه فحشا در استانبول) که به‌دستور یوسف و به دست سعید دوراک کشته می‌شود
- جمیل بویوک دوقرلی در نقش هلمی سوجو (رئیس مافیا)
- فاتیح آل در نقش یوسف موسیو/ ژیگول (رئیس مافیا) که توسط عالیجناب با شلیک اسلحه کشته می‌شود
- رها اوزجان در نقش وهبی دورو (رئیس پلیس استانبول) که به‌دستور محمت سائیم و به‌دست سعید دوراک کشته می‌شود

## صداپیشگان فارسی
| نقش                  | بازیگر               | دوبلُر            |
| ماهر کارا (کارادایی) | کنان ایمیرزالی اوغلو | نادر کی مرام     |
| فریده شاداوغلو       | برگزار کورل          | تینوش خالقیان    |
| نظیف کارا            | چتین تکیندور         | علی عابدی        |
| تورگات آکین          | یوردائر اوکور        | کامبیز شکوفنده   |
| محمت سائیم           | ارهان یازییج اوغلو   | علی ذوالفقاری    |
| نجدت گونی            | ارکان آوجی           | مهدی پهلوان      |
| صفیه کارا            | شبنم دیلیقیل         | مینو زاهدی       |
| حکیمه شاداوغلو       | لیلا گورمن           | بتسابه کاظمی     |
| کمیسر یاسین          | رضا کجااوغلو         | ماهان جبلی       |
| سوگل کارا            | لیلا توغوتلو         | مریم نوری درخشان |
| آینور کارا           | الیف سونمز           | مریم سیگارودی    |
| نظیف کوچولو          | آتابرک موتلو         | مهسا مجرد        |
| آیتن                 | ملکه ایپک یالووا     | مهسا مجرد        |
| سراآشیک              | آصلی اورجان          | هانی مبارکی      |
| اورهان کارا          | اولاش تونا آستپه     | رومان امیری      |
| ییلان بدیرهان        | محمت بوزدوغان        | رهام آفتابی      |
| رضا دالیان           | آتسیز کارادومان      | رهام آفتابی      |
| عثمان گونی           | امیر چوبوکچو         | سینا زند         |
| جنتین                | جیوانا جانووا        | حمید یاسمین      |
| سینان کوجا           | نیهات آلتین کایا     | مجتبی شمس        |
| ایبو دوراک           | دیرن پولات اوغولاری  | محمدرضا مومنی    |
| بهار                 | ایلکین توفکچی        | آزاده صادقی      |
| سونا                 | ایرم کاهیا اوغلو     |                  |
| سعید دوراک           | جم اوسلو             | طاها وثوقی       |
| بلگین توره           | فوندا اریئیت         | مهسا رجالی       |
| بوراک                | دنیز شن حمزه اوغلو   | کیارش سرابی      |
| احمد وراج            | کادیر چرمیک          | علی اقدم         |
| اسماعیل سیس          | اوور اصلان           | کامبیز شکوفنده   |
| نائیل نجار           | حسین سویسانان        | پرهام بادره      |
| یوسف ژیگول           | فاتیح آل             | شهریار شورین     |
| جمال زرده            | سرمت یشیل            |                  |
| دادستان عدنان        | کرم فیرتینا          | محمدرضا مومنی    |
| رئیس پلیس وهبی دورو  | رها اوزجان           | پیمان ایزدی      |
| ملیح شاداوغلو        | اولگون توکر          |                  |
| اردال انگین          | جنان چامیوردو        |                  |

## نمای کلی سریال

### قسمت‌ها
| Season | قسمت‌ها | قسمت‌ها | تاریخ اصلی روی آنتن رفتن | تاریخ اصلی روی آنتن رفتن |
| Season | قسمت‌ها | قسمت‌ها | اولین بار                | آخرین بار                |
| ------ | ------ | ------ | ------------------------ | ------------------------ |
| ۱      | ۳۶     | ۳۶     | ۸ اکتبر ۲۰۱۲             | ۱۷ ژوئن ۲۰۱۳             |
| ۲      | ۳۹     | ۳۹     | ۹ سپتامبر ۲۰۱۳           | ۱۶ ژوئن ۲۰۱۴             |
| ۳      | ۴۰     | ۴۰     | ۱۵ سپتامبر ۲۰۱۴          | ۱۵ ژوئن ۲۰۱۵             |

### اطلاعات پخش
| فصل | روز و ساعت پخش | قسمت‌ها | قسمت اول        | قسمت آخر     |
| --- | -------------- | ------ | --------------- | ------------ |
| ۱   | دوشنبه ۲۰:۰۰   | ۳۶     | ۸ اکتبر ۲۰۱۲    | ۱۷ ژوئن ۲۰۱۳ |
| ۲   | دوشنبه ۲۰:۰۰   | ۷۵–۳۶  | ۹ سپتامبر ۲۰۱۳  | ۱۶ ژوئن ۲۰۱۴ |
| ۳   | دوشنبه ۲۰:۰۰   | ۱۱۵–۷۶ | ۱۵ سپتامبر ۲۰۱۴ | ۱۵ ژوئن ۲۰۱۵ |

## جوایز
- بهترین سریال ترکی ۲۰۱۳
- بهترین سریال درام ترکی
- بهترین سناریو
- بهترین کارگردانی
- بهترین موسیقی متن
- بهترین بازیگر مرد
- بهترین بازیگر درام